# Трегубов, Виктор Аркадьевич
Виктор Аркадьевич Трегубов (укр. Віктор Аркадійович Трегубов; род. 5 февраля 1985, Киев, Украинская ССР) — украинский журналист, блогер, публицист и политический деятель. Соучредитель партии «Демократическая Секира» (Демократична Сокира). Главный редактор сайта «Пётр и Мазепа» (2017—2019).
С начала военной агрессии против Украины в 2022 году — на действительной военной службе, капитан ВСУ.

## Биография
Родился в Киеве 5 февраля 1985. После средней школы поступил в Институт журналистики КНУ имени Тараса Шевченко, который закончил в 2006 году, специальность — международная журналистика. Ещё студентом, в 2004 году участвовал в событиях оранжевой революции, после чего начал работать в медиа. В качестве политического и международно-политического обозревателя работал в изданиях «Вечерние Вести», «Экономические известия», «Газета 24», журнале «Главред» и газете «Зеркало недели», сотрудничал с сайтом «Слово и Дело», журналом «Фокус».
В 2015—2016 годах проходил службу в ВСУ, имея в начале звание младшего лейтенанта. Участник войны на востоке Украины, старший лейтенант резерва. В 2022 г. присвоено звание капитана. Отмечен грамотами Антитеррористического центра, командования и двух частей Сил Специальных Операций Украины.
В феврале 2017 стал главным редактором интернет-издания «Пётр и Мазепа» (блокировано на территории РФ).
В 2018 году стал соучредителем партии «Демократична Сокира» и телеведущим программы «Блогпост» на 5 канале.
29 августа 2019 ушёл с поста главного редактора «Пётра и Мазепы», новым редактором стал Максим Гадюкин.

## Образование
Кроме журналистского образования, имеет также философское (специализация — социальная философия) и богословское (окончил 2017 года, специализация — история Византии), полученные на философско-теологическом факультете Черновицкого национального университета имени Юрия Федьковича.

## Политические взгляды
Свою позицию в общем характеризует, как радикально-центристскую — то есть, как такую, которая провозглашает примат прагматизма над идеологическими подходами
В контексте украинской политики характеризует себя правым либералом, аргументируя это убеждением, что именно праволиберальные политики необходимы для лечения современных украинских политических и экономических болезней
Будучи прихожанином Вселенского патриархата, в то же время является активным сторонником и адвокатором Православной Церкви Украины, создание которой и получение Томоса активно освещалось в веб-журнале «Пётр и Мазепа», редактором которого он был в то время.

## Достижения и влияние
Согласно рейтингу ICTV 2018 года, вошёл в топ-20 блогеров Украины .
В июне 2019 году попал в лонг-лист премии «Высокие стандарты журналистики-2019» в категории «За быстрый и качественный развитие в профессии» .
Неоднократно давал комментарии в качестве эксперта по информационному противоборству для таких изданий как Радио Свобода .

## Хобби и творчество
Виктор Трегубов является ярым фанатом компьютерных игр — некоторое время, параллельно с журналистской и публицистической практикой, работал сценаристом в киевской студии Corridasoft и специалистом по внутренним коммуникациям в компании Wargaming. В школьные и ранние студенческие годы публиковался в журнале «Мой компьютер игровой» .
Известен любовью к кошкам
Соавтор книги «Наш Крым. Нерусские истории украинского полуострова», изданной Институтом национальной памяти, и "14 друзей хунты " — сборника рассказов участников войны на востоке Украины, волонтёров и переселенцев.